# Jean-Baptiste Rey
Jean-Baptiste Rey (18. prosince 1734, Lauzerte, Tarn-et-Garonne, Francie – 15. července 1810, Paříž) byl francouzský dirigent a hudební skladatel.

## Život
Hudební vzdělání získal ve svém rodišti. V roce 1751, ve věku 16 let byl jmenován kapelníkem v katedrále v Auch. V roce 1754 získal místo dirigenta v Opeře v Toulouse. V krátké době vystřídal několik divadelních orchestrů, působil v Montpellieru, Marseille, Bordeaux a v Nantes. V roce 1776 byl povolán do Paříže jako asistent prvního dirigenta Pařížské opery Louise-Josepha Francoeura. V roce 1781 se pak stal jeho nástupcem. V této funkci drží dodnes nepřekonaný rekord nejdéle sloužícího dirigenta Opery. Jako takový řídil většinu mistrovských děl Glucka, Picciniho, Sacchiniho, Salieriho, Grétryho, Méhula, Haydna, Mozarta, Spontiniho a dalších a s mnohými z nich úzce spolupracoval.
V roce 1779 byl jmenován dvorním kapelníkem krále Ludvíka XVI. (Maitre de musique of Louis XVI's royal chamber) Se svým bratrem, Louisem-Charlesem-Josephem Reyem (1738–1811), který byl violoncellistou operního orchestru, zkomponoval operu Apollon et Coronis, která měla premiéru v roce 1781. V průběhu Velké francouzské revoluce si udržel své postavení ve Velké opeře a dokonce se i zúčastnil několika revolučních ceremonií.
V roce 1799 se stal profesorem na nedávno založené pařížské konzervatoři. Zkomponoval pro ni některá hlasová cvičení (Conservatoire's solfeges), ale brzy ji spolu se skladatelem Jeanem-François Le Sueurem opustil po vyhroceném sporu s vedením ústavu. V roce 1803 pak byli oba povoláni Napoleonem, aby se připojili k jeho orchestru. Le Seur nahradil Giovanniho Paisiella ve funkci ředitele, Rey byl jmenován prvním dirigentem a Louis-Luc Loiseau de Persuis jeho asistentem. 2. prosince 1804 dirigovali Rey a Persuis dva gigantické orchestry o 600 hudebnících při císařské korunovaci Napoleona.

## Dílo
Skladatelké dílo není příliš rozsáhlé. Kromě několika drobných prací a aranžmá zkomponoval dvě opery a dokončil nedokončenou operu Arvire et Eveline skladatele Antonia Sacchiniho.
Opery
- Apollon et Coronis (1781)
- Arvire et Eveline (1788)
- Diane et Endymion (1791)